# Ralph Bates
Pour les articles homonymes, voir Ralph Bates (écrivain) et Bates.
Ralph Bates, né le 12 février 1940 et mort le 27 mars 1991, est un acteur britannique.

## Biographie
Ralph Bates, né en Angleterre, grandit à Dublin (Irlande) et étudie le métier de comédien à la Yale School of Drama (université Yale). Il débute au théâtre, puis devient un visage connu du public britannique en apparaissant dans plusieurs films d'épouvante de la Hammer, notamment Les Horreurs de Frankenstein où il interprète le rôle du docteur Frankenstein, et Dr Jekyll et Sister Hyde, où il joue celui du docteur Jekyll (celui de Hyde — qui, dans cette version, est une femme — étant tenu par Martine Beswick). Il fait alors figure de vedette montante de la Hammer, après la génération des Peter Cushing et Christopher Lee.
La Hammer décline cependant dès le début des années 1970 ; Ralph Bates se tourne alors vers le petit écran. Pendant le reste de sa carrière, il apparaît principalement dans des productions de la télévision britannique où, du fait de ses débuts dans le cinéma d'horreur, il interprète fréquemment des personnages inquiétants. Ses origines familiales françaises lui valent également de jouer à plusieurs reprises des rôles de Français. En 1986-1987, il tient pendant deux saisons le rôle principal de la sitcom Dear John, qui lui permet de changer de registre en interprétant un personnage sympathique. Il meurt en 1991 d'un cancer du pancréas. Il est inhumé à Londres dans le cimetière du quartier de Chiswick.

## Vie privée
Ralph Bates a été marié à l'actrice Joanna Van Gyseghem puis, jusqu'à son décès, à l'actrice Virginia Wetherell, dont il a eu deux enfants, Daisy et William, également comédiens.
Il était par ailleurs l'arrière-arrière-petit-neveu de Louis Pasteur.

## Filmographie partielle

### Cinéma
- 1970 : Une messe pour Dracula (Taste the Blood of Dracula) de Peter Sasdy
- 1970 : Les Horreurs de Frankenstein (The Horror of Frankenstein) de Jimmy Sangster
- 1971 : La Soif du vampire (Lust for a Vampire) de Jimmy Sangster
- 1971 :  Dr Jekyll et Sister Hyde (Dr Jekyll and Sister Hyde) de Roy Ward Baker
- 1972 : Sueur froide dans la nuit (Fear in the Night) de Jimmy Sangster
- 1974 : Persecution de Don Chaffey
- 1975 : Evil Baby (I Don't Want to Be Born) de Peter Sasdy

### Télévision
- 1965 : Broad and Narrow de Michael Bogdanov et Terence Brady (Série télévisée), saison unique, 6 épisodes
- 1967 : Mrs. Thursday de Ted Willis (Série télévisée), saison 2, épisode 13 "Charity Begins at a Ball" : le décorateur de vitrine
- 1967 : Conflict (Série télévisée), saison unique, épisode 23 inspiré d'Othello ou le Maure de Venise : Michael Cassio
- 1967 : ITV Summer Playhouse (Anthologie télévisée), épisode 8 "One Fat Englishman" : Irving Macher
- 1967 : ITV Play Of The Week (Anthologie télévisée), saison 12, épisode 41 "Stories of D.H. Lawrence #10: Blue Moccasins" : Ted Howells
- 1967 : Boy Meets Girl (Série télévisée), saison 1, épisode 8 "Love With A Few Hair" : Mustafa
- 1968 : The ITV Play (Anthologie télévisée), épisode 1 "Sarah" : l'employé du Café Royal
- 1968 : Crime Buster (Série télévisée), saison unique, épisode 1 "The Third Thief" : Decre
- 1968 : The Wednesday Play de Sydney Newman (Anthologie télévisée), saison unique, épisode 129 "Hello, Good Evening and Welcome" : Alistair Gorringe
- 1968 : The Caesars de Philip Mackie (Mini-série) : Caligula (3 épisodes)
- 1968 : ITV Playhouse (Anthologie télévisée), saison 1, épisode 19 "Rogues' Gallery: The Misfortunes of Lucy Hodges" : Chopankaway
- 1969 : The Inside Man (Série télévisée), saison unique, épisode 8 "An East-West Affair" : Jaroslav Cernak
- 1969 : Happy Ever After (Sitcom), saison unique, épisode 2 "The Fifty-First State" : Ross
- 1970 : Les Six Femmes d'Henri VIII (The Six Wives of Henry VIII) de Maurice Cowan (Mini-série), épisode 5 "Catherine Howard" : Thomas Culpeper
- 1970 : ITV Playhouse (Anthologie télévisée), saison 3, épisode 18 "Would You Look at Them Smashing all Those Lovely Windows ?" : Brian / le commandant Lallin / Paddy / O'Brennan
- 1970 : Wicked Women (Anthologie télévisée), saison unique, épisode 1 "Alice Rhodes" : Louis Staunton
- 1970 : Kate (Série télévisée), saison 1, épisode 8 "A Good Spec" : Richard Best
- 1970 : The Woodlanders de Harry Green (Mini-série) : Edred Fitzpiers
- 1970 : Grady de Redd Foxx (Série télévisée), saison unique, épisode 1 "Somebody Else's War" : Joe Larson
- 1971 : The Ten Commandments (Anthologie télévisée), saison unique, épisode 5 "Hilda" : Louis Briquet
- 1971 : Jason King de Dennis Spooner et Monty Berman (Série télévisée), saison 1, épisode 5 "Variations sur un thème" (Variations on a Theme) : Alan Keeble
- 1971 : Play for Today (Anthologie télévisée), saison 2, épisode 5 "Thank You Very Much" : Peter
- 1972 : Amicalement vôtre (The Persuaders!) de Robert S. Baker (Série télévisée), saison unique, épisode 18 "L'Enlèvement de Lisa Zorakin" (Nuisance Value) : Michel
- 1972 : Love Story (Anthologie télévisée), saison 9, épisode 7 "Alice" : Purves
- 1972 : Crime of Passion de Ted Willis (Anthologie télévisée), saison 3, épisode 1 "Lina" : Guy
- 1973 : A Picture of Katherine Mansfield de Robin Chapman (Mini-série), épisode 4 : Robert
- 1973 : Moonbase 3 de Barry Letts et Terrance Dicks (Série télévisée de science-fiction), saison unique : le docteur Michel Lebrun (6 épisodes)
- 1973 : Poigne de fer et séduction (The Protectors) de Gerry Anderson (Série télévisée), saison 2, épisode 10 "Espionnage industriel" (Petard) : David Lee
- 1975 : Z-Cars de Troy Kennedy-Martin et Allan Prior (Série télévisée), saison 10, épisode 28 "Distance" : Roy Hurst
- 1975 : Angoisse (Thriller) de Brian Clemens (Série télévisée), saison 5, épisode 7 "Murder Hotel" : Michael Spenser
- 1975 - 1977 : Poldark de Martin Worth et Winston Graham (Série télévisée) : George Warleggan (23 épisodes)
- 1975 - 1978 : Crown Court (Anthologie télévisée), 3 saisons, 6 épisodes
- 1976 : Dangerous Knowledge d'Alan Gibson (Mini-série) : Sanders (6 épisodes)
- 1976 : Forget Me Not (Série télévisée), saison unique, épisode 4 "Rich" : Henri Teliot
- 1976 : Softly, Softly: Task Force de Troy Kennedy-Martin et Elwyn Jones (Série télévisée), saison 8, épisode 7 "The Visitor" : Pierre Mandel
- 1977 : Here I stand... (Anthologie télévisée), saison unique, épisode 1 "Margaret Clitheroe" : Fawcett
- 1978 : A Woman's Place (Mini-série) : Derek
- 1979 : Penmarric de Susan Howatch (Série télévisée), saison unique : Laurence Castallack (3 épisodes)
- 1979 : Secret Army de Gerard Glaister (Série télévisée), saison 3 : Paul Vercors (4 épisodes)
- 1980 : Turtle's Progress d'Edmund Ward (Série télévisée), saison 2, épisode 2 : Pierre Sablon
- 1981 : Second Chance d'Adele Rose (Mini-série) : Chris Hurst (6 épisodes)
- 1985 : Minder on the Orient Express (téléfilm)
- 1986-1987 : Dear John (série télévisée)